# 온성군 (대한민국)
온성군(穩城郡)은 대한민국 함경북도에 있는 대한민국의 군이다. 이북5도위원회가 관리하는 명목상의 행정 구역이다. 면적은 429.72km2이며, 6개 면, 23개 동으로 구성되어 있다. 군청소재지는 온성면 동화동이다.

## 행정 구역
| 읍면           | 면적(km2) | 동 숫자 | 동(洞)                                                 |
| -------------- | --------- | ------- | ------------------------------------------------------ |
| 온성면(穩城面) | 34.65     | 4       | 동화(東和) 서흥(西興) 심청(深淸) 주원(周原)            |
| 남양면(南陽面) | 89.99     | 8       | 남양(南陽) 풍리(豊利) 세선(世仙) 향당(香棠) 풍서(豊西) |
| 미포면(美浦面) | 109.79    | 5       | 장덕(長德) 풍인(豊人) 풍교(豊橋) 미산(美山) 월파(月坡) |
| 영와면(永瓦面) | 69.02     | 4       | 용남(龍南) 송북(松北) 석수(石水) 상화(上和)            |
| 영충면(永忠面) | 81.34     | 3       | 북창평(北倉坪) 회덕(懷德) 영달(永達)                   |
| 훈융면(訓戎面) | 44.89     | 2       | 풍무(豊舞) 금화(金華)                                  |

## 참고 문헌
- “함경북도 시군 소개”. 이북5도위원회.
- “함경북도 기구 및 정원”. 이북5도위원회.

## 같이 보기
- 온성군